# Michael Rosenbaum
Michael Owen Rosenbaum (sinh ngày 11/7/1972) là nam diễn viên, nhà sản xuất phim, nghệ sĩ hài người Mỹ. Anh được biết đến với vai diễn Lex Luthor trong loạt phim truyền hình siêu nhân Smallville, vai diễn được TV Guide đưa vào danh sách "60 nhân vật phản diện tồi tệ nhất mọi thời đại" năm 2013 của họ.

## Thời thơ ấu
Rosenbaum sinh ra tại Oceanside, New York và lớn lên tại Newburgh, Indiana.